# Воронцов Володимир Олександрович
Володимир Олександрович Воронцов (рос. Владимир Александрович Воронцов; 27 січня 1979, м. Челябінськ, СРСР) — російський хокеїст, центральний нападник. 
Вихованець хокейної школи «Трактор» (Челябінськ). Виступав за: «Газовик» (Тюмень), «Трактор» (Челябінськ), «Мечел» (Челябінськ), «Торос» (Нефтекамськ), «Южний Урал» (Орськ), «Супутник» (Нижній Тагіл), ЦСК ВВС (Самара).